# Adar Friedmann
Adar Friedmann (em hebraico: הדר פרידמן; 17 de julho de 2006) é uma ginasta rítmica israelense.

## Vida pessoal
Friedmann nasceu em Israel de pais que fizeram Aliá da Romênia em 2001. Ela começou a fazer ginástica aos sete anos de idade e disse que: "pessoalmente, sempre amei ginástica. Nem todo mundo consegue atingir um nível alto, é muito especial". Seu ídolo é a ginasta rítmica israelense Linoy Ashram.

## Carreira
Em 2022, ela foi nomeada parte do novo grupo nacional de Israel. Elas estrearam na Copa do Mundo em Atenas, ganhando medalhas de ouro em 5 aros e 3 fitas + 2 bolas. Depois Baku, onde obtiveram bronze no individual geral e 5 aros. Pamplona (medalha de prata no individual geral), Portimão (ouro no individual geral) e Cluj-Napoca (prata no individual geral e 5 aros).
Nos Jogos Olímpicos de Verão de 2024, em Paris, conquistou a medalha de prata na competição de grupos da ginástica rítmica, ao lado de Ofir Shaham, Diana Svertsov, Romi Paritzki e Shani Bakanov.